# Wolfgang Lohrum
Wolfgang Edgar Lohrum (* 1965 in München) ist ein deutscher Jurist und Schauspieler.

## Leben
Lohrum wurde durch die Sendung Das Jugendgericht bekannt, welche auf dem Privatsender RTL lief. Im Jahre 2007 schied er nach fünf Jahren aus der Serie aus. Lohrum arbeitet am Amtsgericht München.
Er ist alleinstehend und hat ein Kind.

## Fernsehen
| Name              | Jahr (evtl. Ausstiegsjahr) | Bemerkungen | Genre        |
| ----------------- | -------------------------- | ----------- | ------------ |
| Das Jugendgericht | 2001–2007                  | Verteidiger | Gerichtsshow |